# Prêmio Cinematográfico de Hong Kong para Melhor Ator
O Prêmio Cinematográfico de Hong Kong para Melhor Ator é uma premiação anual apresentado para um ator por melhor performance no papel principal num filme Hong Kong. O ator com mais prêmios nessa categoria é o ator Tony Leung Chiu-Wai por 5 vezes. Ele também tem o recorde de mais premiações na categoria de Melhor Ator Coadjuvante.

## Vencedores
A primeira cerimônia de premiação aconteceu em 1982. Com apenas um nomeado, o primeiro vencedor foi Michael Hui pela sua performance no filme Security Unlimited. E o atual detentor do prêmio é o ator Aaron Kwok pela performance no filme Port of Call.